# هنري جوزيف ستيل
هنري جوزيف ستيل (بالإنجليزية: Henry Joseph Steele)‏ هو محامي وسياسي أمريكي، ولد في 10 مايو 1860، وتوفي في 19 مارس 1933. حزبياً، نشط في الحزب الديمقراطي. وقد انتخب عضو مجلس النواب الأمريكي.